# Mohamed Salah Arfaoui
Pour les articles homonymes, voir Arfaoui.
Mohamed Salah Arfaoui (arabe : محمد صالح العرفاوي), né le 11 janvier 1956 à Bizerte, est un ingénieur en génie civil tunisien. 
Il occupe le poste de ministre de l'Équipement au sein du gouvernement de Habib Essid puis au sein de celui de Youssef Chahed.

## Biographie

### Formation
Titulaire d'un diplôme d'Ingénieur civil et maritime obtenu au Japon en 1988, il est en outre diplômé en sciences de gestion d'entreprise dans un établissement de Corée du Sud.

### Carrière professionnelle
Directeur général de la construction du stade olympique de Radès, il est président de l'unité de création du port de pêche de Bizerte avant de présider l'unité de création du port de commerce de Zarzis. Directeur général des services maritimes et aériens puis directeur général des constructions civiles au sein du ministère de l'Équipement, il est également PDG de l'Agence de réhabilitation et de rénovation urbaine (ARRU) et administrateur du réseau Habitat et Francophonie.
Il a siégé par ailleurs dans plusieurs conseils d'administration, dont celui de l'Agence foncière de l'habitat, de la Société nationale immobilière de Tunisie et de l'Office de l'aviation civile et des aéroports.

### Carrière politique
Le 6 février 2015, il est investi comme ministre de l'Équipement, de l'Habitat et de l'Aménagement du territoire dans le gouvernement de Habib Essid ; il est confirmé à ce poste dans le gouvernement de Youssef Chahed et l'occupe jusqu'au 14 novembre 2018. Le 20 décembre de la même année, il est nommé conseiller auprès du chef du gouvernement.